# مسجد الناهض
مسجد الناهض من المساجد التراثية المميزة في منطقة الشرق في دولة الكويت، يعد إحدى العلامات التراثية بحيزه العمراني وضمن العديد من المساجد التراثية التي استهدفتها الامانة العامة للاوقاف الكويتية بالترميم والتوسعة، ويشرف مسجد الناهض على شارع عبد الله الأحمد بين مركز عبد الله الأحمد وشارع خالد بن الوليد بميدان الشرق بمدينة الكويت في مواجهة ميدان شعبان، والمدخل الرئيسي للمسجد من شارع جابر المبارك.
وكان ناهض بن علي السهلي قد انشأ المسجد عام 1900م بمنطقة الشرق، وطراز المسجد يعود إلى فترة ما بين 1900 - 1910م، وكانت الامانة العامة للاوقاف قد قامت بترميم المسجد مرتين، آخرهما قامت بهما هيئة الأوقاف عام 1956م وشملت عملية الترميم آنذاك صيانة مبنى المسجد داخليا وخارجيا، وتضمنت أعمال الترميم خلال ذلك استخدام تقنيات ومواد مستحدثة.

## الوضع القائم
يتضمن مسجد الناهض في صورته الحالية مصلى رئيسيا خاصا بالمسجد، ومدخل المسجد يتضمنه الحائط يمين القبلة ويفتح مباشرة قبلته.

## مقترح التوسعة
ويتضمن ذلك المقترح المعالجة التصميمية للزيادة المقترحة - والتي تتضمنها المنطقتان الجنوبية والغربية للقبلة - في استيفاء العناصر الوظيفية المستهدفة بهدف استيفاء اوجه التصور في خدمات المسجد وكذا زيادة طاقته الاستيعابية، بالقدر الذي يتفق وضرورة الحفاظ على القيمة الأثرية للمسجد، ويتضمن المقترح التصميمي توفير العناصر المعمارية التي تتطلبها أعمال التوسعة وأيضا دراسة معالجات التشطيبات وأعمال التكسية للمناطق المستحدثة والمقترح اضافتها للمسجد، وتحديد سبل التعامل مع مياه الأمطار.

## المعالجات التصميمية
تتضمن المعالجة التصميمية للعناصر المعمارية المستهدفة بالقدر الذي تكفله المرونة التشكيلية والتصميمية للمبنى الاثري القائم، دون تغيير في خصائصه التراثية، وتتضمن تلك المعالجات إضافة مجموعة العناصر المعمارية التالية:
- مصلى النساء في مؤخرة المسجد ويواجه مصلى الرجال ويتوسطها الفناء المكشوف بأروقته الجانبية. مدخل خاص بمصلى النساء في الحائط المواجه لرواق القبلة
- ميضاء للنساء مزودة بالحمامات اللازمة.
- توسعة ميضاء الرجال وتزويدها بالحمامات اللازمة لتلك التوسعة.
- غرفة للامام وأخرى للمؤذن وثالثة للحارس مع تزويد كل منها بالحمامات اللازمة. وجار العمل في تجديد المسجد وعمل المستجدات من قبل وزارة الأوقاف.